# Lastovo (opčina)
Lastovo (italsky Lagosta) je vesnice, přímořské letovisko a správní středisko stejnojmenné opčiny v Chorvatsku v Dubrovnicko-neretvanské župě. Zahrnuje celý ostrov Lastovo a také mnoho okolních ostrovů, jako jsou Sušac, Kopište, Mrčara nebo Prežba. V roce 2011 žilo ve vesnici 350 obyvatel, v celé opčině pak 792 obyvatel.
Opčina zahrnuje celkem 5 trvale obydlených vesnic:
- Lastovo – 350 obyvatel
- Pasadur – 100 obyvatel
- Skrivena Luka – 33 obyvatel
- Uble – 222 obyvatel
- Zaklopatica – 87 obyvatel

Nacházejí se zde i zaniklé vesnice Glavat a Sušac.